# Tea Board of India
Das Tea Board of India ist eine indische Organisation, die durch die Regierung kontrolliert wird und den indischen Teehandel reguliert. Es wurde 1953 durch eine gesetzliche Verfügung des Tea Act in Kalkutta gegründet. Der Vorsitzende ist Basudev Banerjee. Die Organisation teilt sich auf in das Standing Committees das auch das Executive Committee ist, dem Development Committee, dem Labour Welfare Committee und dem Export Promotion Committee.
Das Tea Board of India trägt die Verantwortung zur Vergabe von Zertifizierungsnummern für den Export von bestimmten Teeherstellern. Diese Zertifizierung soll den Ursprung des Tees sicherstellen, welches die falsche Kennzeichnung von seltenen Tees aus Darjeeling reduziert. Die große Anzahl an falsch gekennzeichnetem Tee aus der Region steht im Gegensatz zu den Exporteuren mit Lizenz des Tea Board of India.
Es gibt Büros in Kolkata, London, Moskau und Dubai.